# Tierra (Film)
Tierra ist ein Film von Julio Medem aus dem Jahr 1996, der am 25. März 2004 seine Premiere in Deutschland hatte.

## Handlung
Eine rot-braune, wüstenähnliche Region in Spanien. Ángel fährt über eine einsame Landstraße, plötzlich steht vor ihm ein Lamm auf der Straße. Er bremst und trifft mit dem Lamm auf der Schulter auf eine Gruppe von Schäfern. Ein Schäfer und vier Lämmer wurden vom Blitz erschlagen. Ángel spricht mit dem toten Schäfer, der kurz wieder zum Leben erwacht, und schon wird auch dem Zuschauer klar, dass in diesem Film die Realität nicht immer real ist. Ist Ángel nun ein Engel, oder ist sein Doppelgänger, dessen Stimme man immer wieder aus dem Off hört und der im Verlauf des Films immer öfter als Person auftaucht, der Engel? Vielleicht ist Ángel auch einfach nur schizophren, denn ein ehemaliger Krankenpfleger, der jetzt als Polizist arbeitet, kennt ihn noch aus einer psychiatrischen Anstalt, in die Ángel eingewiesen wurde wegen seiner „blühenden Phantasie“.
Ángel verliebt sich in die Weinbäuerin Ángela, die verheiratet ist, und auch noch in ein junges Mädchen namens Mari, die nach eigenen Aussagen nur Sex mit vielen Männern hat, aber noch nie verliebt war.
Mit den Schäfern, die er als Arbeiter anheuert, beginnt Ángel seinen Job als Schädlingsbekämpfer, dessentwegen er von seinem Onkel in diese Gegend geschickt wurde. Eine Rollassel verdirbt den Wein und sorgt dafür, dass er „erdig“ schmeckt. Auch wenn die Protagonisten nichts gegen diesen Geschmack haben, muss diese Assel ausgerottet werden. Der Wein soll sich auf dem Markt gut verkaufen lassen. Als er eines Tages die Schäfer verdächtigt, ihm das Geld für ihren Lohn gestohlen zu haben, weigern sie sich, weiter für ihn zu arbeiten.
Zwischen Patricio, dem Mann von Ángela, der zudem auch noch einer der Liebhaber von Mari ist, und Ángel gibt es einen Kampf um die Frauen. Bei einer Wildschweinjagd schießt Ángel auf Patricio, der allerdings nur leicht verwundet wird. Patricio versucht nun, Ángel mit allen Mitteln aus der Gegend zu vertreiben. Tage später wird Patricio, vom Blitz erschlagen, in seinem Traktor gefunden.
Ángel verbringt eine Nacht mit Mari, steht am nächsten Morgen mit Ángela unter der Dusche und wird von den Schäfern, die für ihn gearbeitet haben, bei einer Aussprache (er hat das Geld wiedergefunden und möchte sich entschuldigen), durch einen Stein am Kopf verletzt.
Im Krankenhaus besucht ihn Mari und die beiden fahren ans Meer. Sein Doppelgänger, der Engel, bleibt bei Ángela.

## Auszeichnungen
- Goya 1996 für Beste Musik und Beste Spezialeffekte

## Kritiken
„Mitreißend, stellenweise atemberaubend, immer romantisch. Dabei beweist der Regisseur, dass das Kino selbst dort, wo es kitschig wird, noch klug sein kann...“

„Obwohl Tierra stellenweise weit entfernt von einer inszenatorischen Perfektion ist, gibt es Momente, für die selbst altgediente Regiemeister töten würden: Dazu gehören natürlich einige der erotischsten, intensivsten und überzeugendsten Liebesszenen, die man lange Zeit gesehen hat, aber auch die fast an La regle du jeu (Die Spielregel) erinnernde Wildschweinjagd, der surreal anmutende Blick auf der Rollassel oder die Ausräucherung des Weinfelds, die auch einem Science-Fiction-Film zur Ehre gereicht hätte.“

„Genau das macht den Zauber von Medems Filmen aus, daß er auf die Erde blickt wie auf ein fernes Gestirn, dessen Naturgesetze nur den Regeln des Herzens zu gehorchen scheinen.“